# Gloryhammer
Gloryhammer je britsko-švýcarská powermetalová hudební skupina založená klávesistou Christopherem Bowesem, zpěvákem skotské metalové skupiny Alestorm, v roce 2010. Námětem textů je fantasy, epické příběhy a fiktivní skotská historie.
Své debutové album Tales from the Kingdom of Fife vydali v březnu 2013 skrze nahrávací společnost Napalm Records. Každý člen kapely představuje postavu, která je vyprávěná v příběhovém konceptu. Skupina také vystupuje na pódiu ve zbroji a kostýmech. Druhé studiové album Space 1992: Rise of the Chaos Wizards vyšlo v roce 2015, třetí Legends from Beyond the Galactic Terrorvortex pak v roce 2019.

## Členové kapely
- Sozos Michael (Angus McFife) – zpěv
- Christopher Bowes (Zargothrax) – klávesy
- Paul Templing (Proletius) – kytara
- James Cartwright (Hootsman) – baskytara
- Ben Turk (Ralathor) – bicí

## Diskografie
- Tales from the Kingdom of Fife (2013)
- Space 1992: Rise of the Chaos Wizards (2015)
- Legends from Beyond the Galactic Terrorvortex (2019)
- Return to the Kingdom of Fife (2023)